# Теракт в Петербургском метрополитене (1996)
Теракт в Петербургском метрополитене произошёл в ночь с 18 на 19 декабря 1996 года в поезде, следовавшем от станции «Площадь Ленина» к станции «Выборгская».
В результате теракта один пассажир получил контузию и ранения осколками стёкол и был госпитализирован.
Данный теракт является первой  атакой в постсоветском Санкт-Петербурге и первым терактом в истории Петербургского метрополитена.

## Хронология
До описываемого случая правоохранительные органы получали анонимные сообщения о заложенных взрывных устройствах. Во всех случаях либо сообщения оказывались ложными, либо устройства вовремя обнаруживали.
По свидетельству машиниста, в ночь с 18 на 19 декабря в 0:10 местного времени во время движения поезда на перегоне «Площадь Ленина» — «Выборгская» поезд сильно тряхнуло, система управления была повреждена и перешла в аварийный режим. Машинист немедленно сообщил о случившемся дежурному по станции, а тот связался с милицией. Система энергоснабжения была неисправна, и поезд по инерции докатился до «Выборгской». Входы и выходы на станцию были уже перекрыты сотрудниками милиции.
Взрывное устройство сработало во втором вагоне поезда, где находились двое пассажиров. Всего в поезде на момент теракта было 16 человек. Взрыв разворотил все внутренности вагона, вылетели стекла и в соседних вагонах, а также в тоннеле был искорёжен светофор.
Повреждённый состав было решено перегнать в тупик за станцией «Площадь Ленина». Так как тоннель практически не был повреждён, движение на перегоне «Площадь Ленина» — «Выборгская» было восстановлено к раннему утру 19 декабря.

## Расследование
Расследование начала оперативная бригада ФСБ, которая прибыла на место вскоре после происшествия. Согласно результатам экспертизы, в вагоне метро было заложено безоболочное взрывное устройство, масса которого составляла примерно 400 граммов тротила. Скорее всего, бомба была заложена под сиденье вагона. Следствию не удалось выявить механизм, который был использован для активирования взрывчатки.

## Последствия
В результате теракта один пассажир был оглушён взрывной волной. Осколками стёкол ему поранило лицо и руки. Раненому оказали первую помощь и практически сразу отправили в больницу.
В тот же день под особый контроль была поставлена охрана всех станций метрополитена, общественного транспорта и других жизненно важных объектов города. Для раскрытия преступления был создан оперативный штаб из сотрудников ФСБ. Преступление и по сей день остаётся нераскрытым.